# Polska Unia Buddyjska

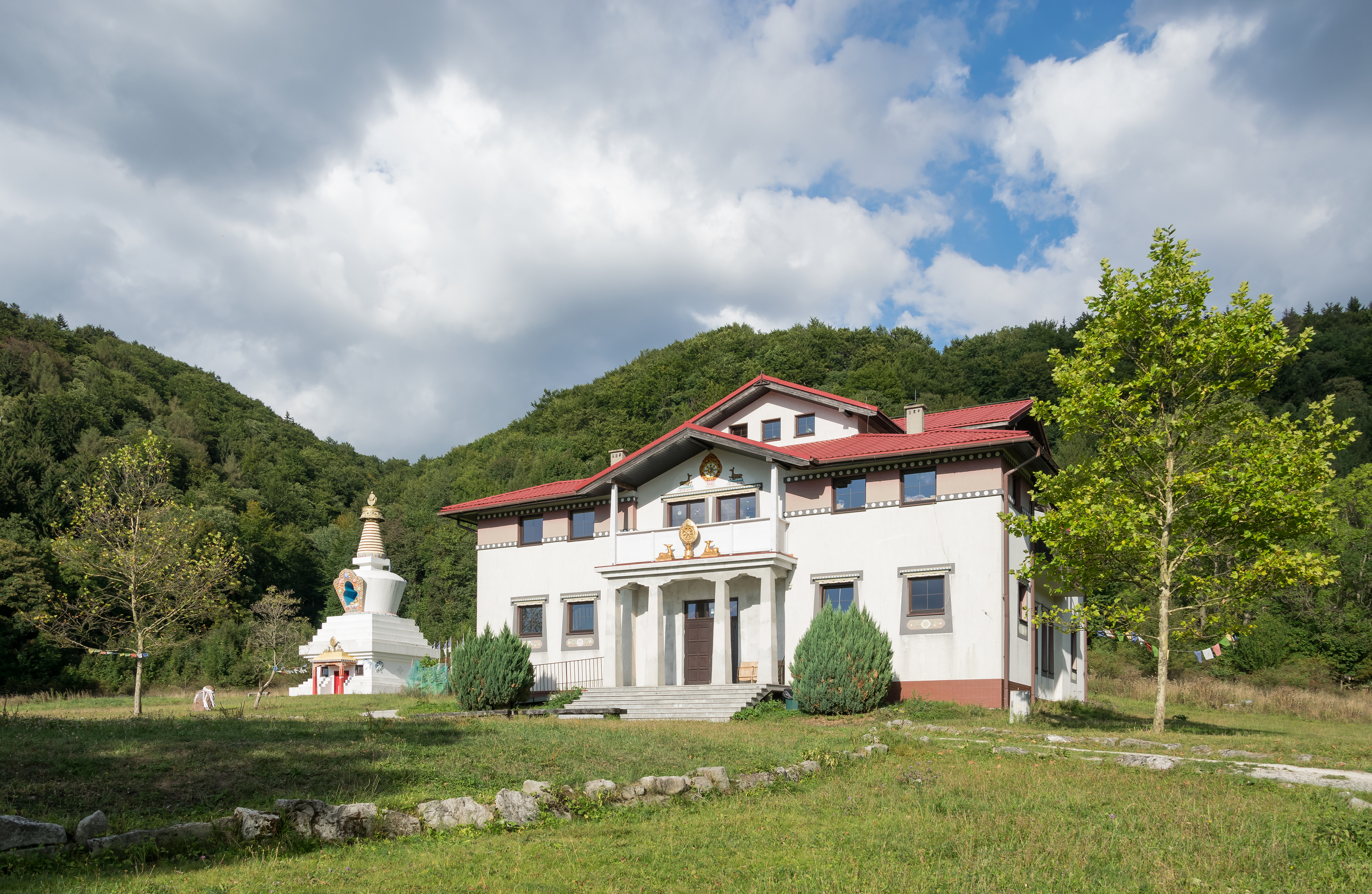
Gompa Drophan Ling w Darnkowie należąca do Polskiej Unii Buddyjskiej

Polska Unia Buddyjska – organizacja międzykościelna zrzeszająca osiem buddyjskich związków wyznaniowych w Polsce. Unia działa pod patronatem Dalajlamy.
Członkami Unii mogą być formalnie zarejestrowane związki wyznaniowe. Unia otacza także opieką i współpracuje z mniejszymi społecznościami buddyjskimi, które nie posiadają statusu niezależnych związków wyznaniowych. W chwili obecnej członkami Unii są: Związek Buddyjski Bencien Karma Kamtsang, Związek Buddyjski Khordong, Wspólnota Dzogczen, reprezentujące buddyzm tybetański, oraz Związek Buddystów Zen „Bodhidharma”, Kanzeon Sangha, Szkoła Zen Kwan Um, Buddyjska Wspólnota Kannon, Związek Buddystów Czan, reprezentujące buddyzm tradycji zen.
Celem Unii jest reprezentacja interesów członków wobec Państwa i innych związków wyznaniowych i kościołów, a także na forum międzynarodowych organizacji buddyjskich. Unia ma za zadanie koordynować współpracę pomiędzy związkami buddyjskimi oraz pomagać w szeroko rozumianej działalności na rzecz społeczeństwa.
Polska Unia Buddyjska jest także członkiem Europejskiej Unii Buddyjskiej.